# Feldbahn der Obstplantage Wilhelm de Joncheere
| Obstplantage Wilhelm de Joncheere            | Obstplantage Wilhelm de Joncheere |
| -------------------------------------------- | --------------------------------- |
| Feldbahnbetrieb in der Gemüsegärtnerei, 1909 |                                   |
| Streckenlänge:                               | 2,8 km                            |
| Spurweite:                                   | 500 mm (Schmalspur)               |
|                                              |                                   |

Die Feldbahn der Obstplantage Wilhelm de Joncheere in Kleve am Niederrhein war eine um 1909 landwirtschaftlich genutzte 2,8 km lange Feldbahn eines Gärtnerei- und Plantagenbetriebs an der deutsch-niederländischen Grenze.

## Geschichte
Um Pflanzen, Dünger, Kompost und die Ernte zu transportieren, betrieb die Obstplantage Wilhelm de Joncheere an der Wasserburg in Kleve um 1909 eine von der Dortmunder Fabrik der auf Feld- und Industriebahnen spezialisierten Firma Leipziger & Co. aus Köln hergestellte Feldbahn mit einer Spurweite von 500 mm. In der Plantage, die 2,72 km lang war, bereiteten die Dungtransporte ganz besondere Schwierigkeiten.

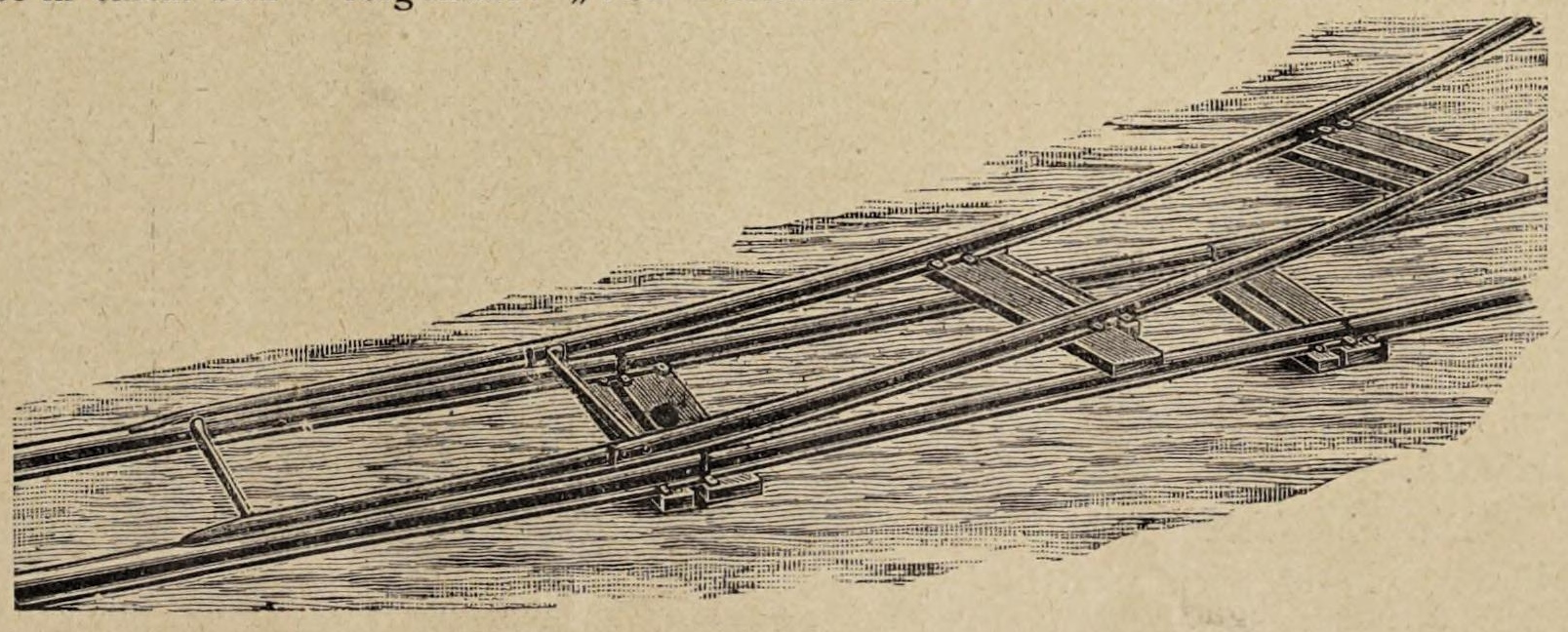
Kletterweiche

Wegen der großen Länge der Pflanzungen hätte die Anlage eines Fahrweges, abgesehen von dem damit verbundenen Verlust an nutzbarem Kulturland, ungewöhnlich hohe Kosten verursacht. Stattdessen wurde eine 2.800 m lange Feldbahn mit festliegendem Gleis verlegt. Um von diesem mit den zu transportierenden Materialien in die einzelnen Quartiere zu kommen, wurden an den entsprechenden Stellen Kletterweichen gelegt, und an diese je 2½ m lange Gleisjoche zur Fortführung der Bahn auf fliegendem Gleis angeschlossen.
Diese Gleisjoche konnte ein Arbeiter bequem tragen, so dass das Legen einer Zweigbahn von 200 m Länge und
mehr in das betreffende Quartier in kurzer Zeit ausgeführt werden konnte. Mit den Rollwagen, auf die sich der Obergärtner der Obstplantage, A. Haindl, Kästen hatte montieren lassen oder mit Kipploren konnte Dünger, Kompost usw. an beiden Seiten des Nebengeleises ausgeleert und entsprechend verteilt werden. Auf diese Weise war es ohne großen Zeitverlust und unter erheblicher Ersparnis an Arbeitslöhnen möglich, in alle Teile der Plantage zu gelangen. Die ganze Plantage war so bepflanzt, dass die Nebengleise überall zwischen die Pflanzreihen gelegt werden konnten. Mit Hilfe dieser Feldbahn ging selbst bei schlechtem Wetter im Herbst und Frühling das Düngen
großer Flächen rasch vonstatten. Zwei bis drei Mann konnten nicht tragen, was ein Arbeitsmädchen auf dem Kippwagen schnell über die Gleise schieben konnte. Wenn es sich um große, schwere Transporte handelte, wurden mehrere Kippwagen zusammengekoppelt und mit Vorspann von Pferd oder Esel befördert.

## Kosten-Nutzen-Rechnung

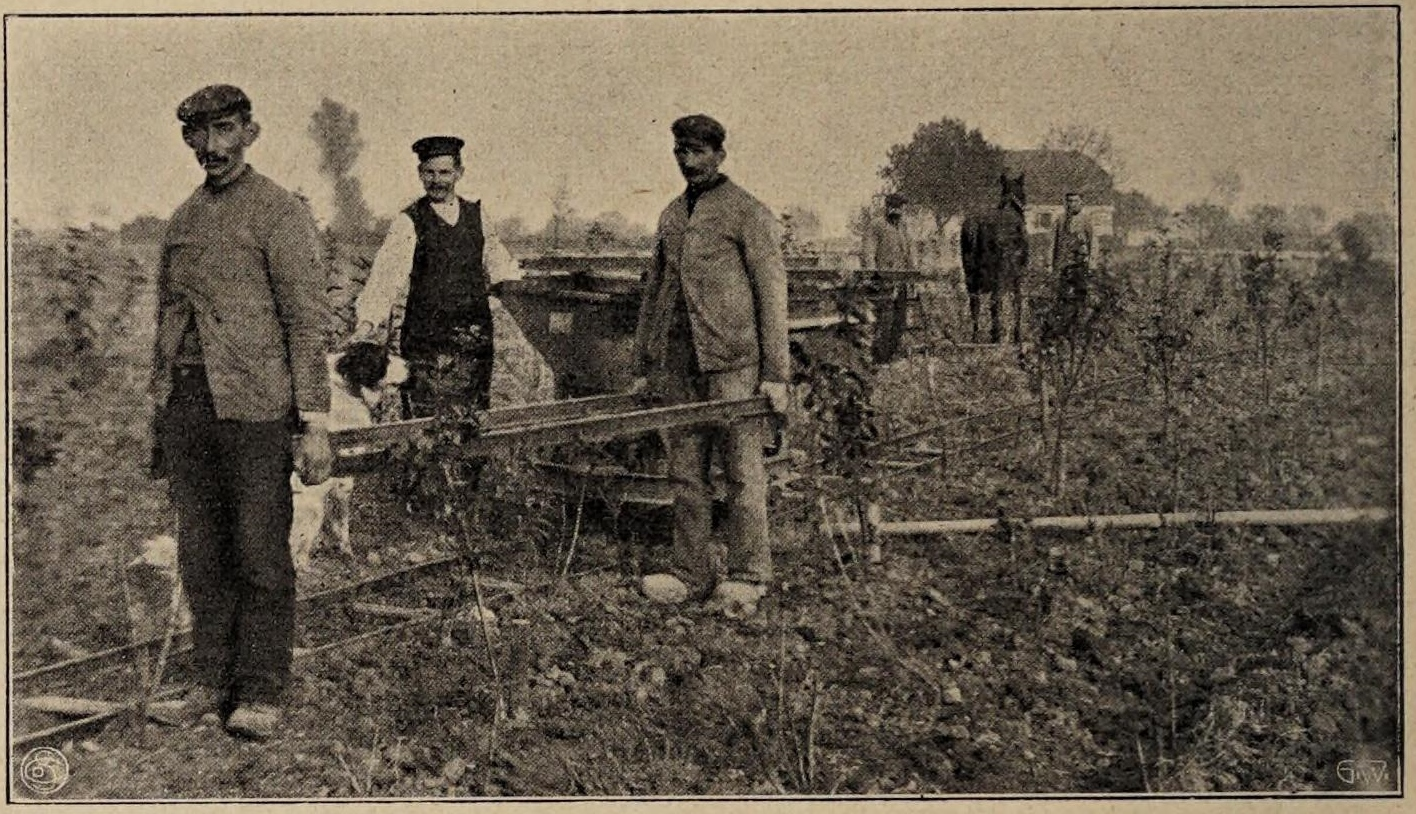
Arbeiter beim Verlegen der Gleise

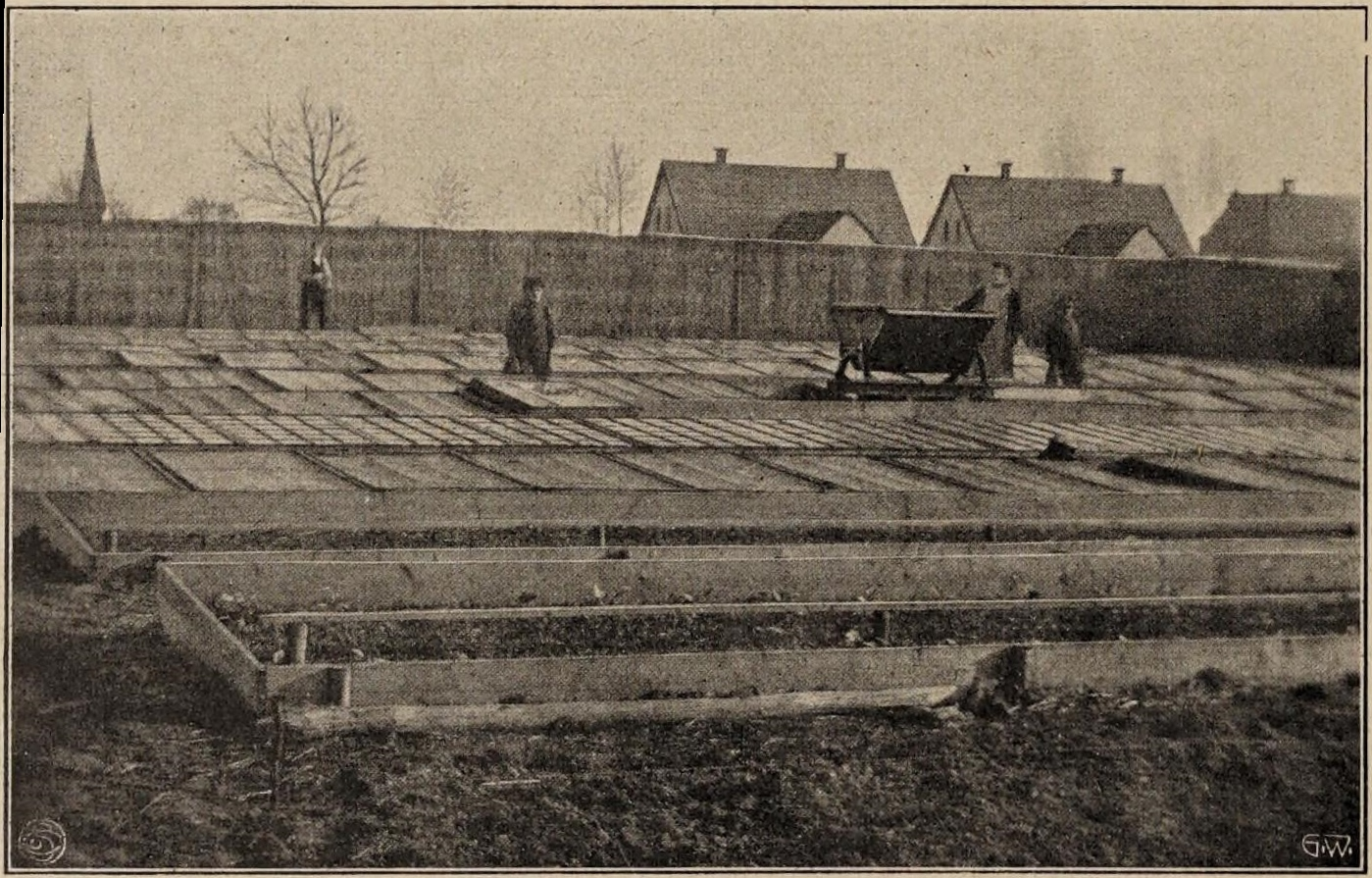
Feldbahn in der Gemüsegärtnerei

Die Beschaffung der Anlage war nicht billig, machte sich aber rasch bezahlt. Der jährliche Bedarf an Dünger betrug über 1000 aus der Stadt angelieferte Fuhren Mist, wobei sich 50 Pfennig pro Fuhre oder 500 Mark pro Jahr Fuhrkosten einsparen ließen, weil der Mistlagerplatz näher an der Stadt lag.
Die Beschaffungskosten  der Feldbahn waren wie folgt:
| Produkt                  | Preis pro Stück | Preis      |
| ------------------------ | --------------- | ---------- |
| 4.000 m Gleise           | à 2 Mark        | 8.000 Mark |
| 8 Kippwagen              | à 70 Mark       | 560 Mark   |
| 8 Kästen zu diesen Wagen | à 40 Mark       | 320 Mark   |
| Weichen und Drehscheiben |                 | 500 Mark   |
| 1 Wasserwagen            |                 | 200 Mark   |
| Summe                    |                 | 9.580 Mark |

Diese Summe, nach oben auf 10.000 Mark abgerundet und mit 5 % verzinst, ergab 500 Mark, d. h. eine Summe, die das Unternehmen allein durch Ersparnisse an Düngerfuhrlohn einsparte. In Betracht zu ziehen waren aber außerdem die erheblichen Einsparungen an Arbeitszeit und damit an Arbeitskräften und Arbeitslohn, womit mindestens die vorzunehmenden Abschreibungen auf die Anlage kompensiert wurden.

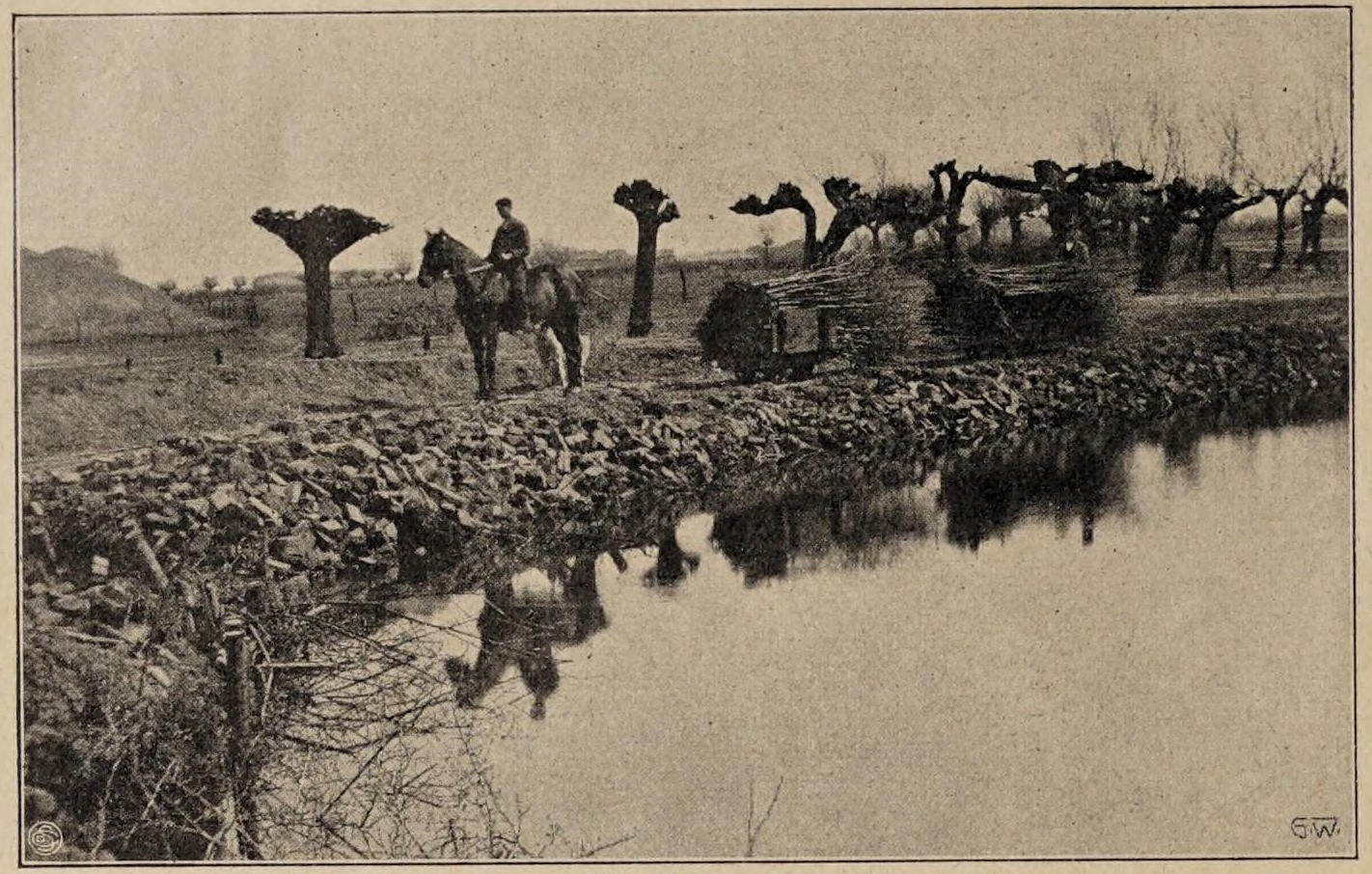
Transport von Hochstämmen aus der Baumschule zum Packschuppen

Die Feldbahn ermöglichte darüber hinaus den schnellen Transport von Hochstämmen aus der Baumschule zum Packschuppen und der geernteten Erdbeeren zum Keller. Die Erdbeeren wurden direkt bei den Beeten aufgeladen und unter Vermeidung des Durchschüttelns von dort zum Keller transportiert. Auch die Gemüsegärtnerei war mit einer Gleisanlage versehen, die es ermöglichte, bis zu jedem Mistbeetkasten zu fahren.
Zwischen den einzelnen Kastenanlagen befanden sich Drehscheiben. Dadurch konnten erkaltete Mistbeetkästen rasch entleert und neu befüllt werden. Das Treibgemüse wurde aus den Kästen direkt auf die Wagen geladen und zum Putzen zum Packschuppen oder vor den Keller gefahren.
Durch die Feldbahnanlage war es möglich, das große Gelände mit verhältnismäßig wenig Arbeitskräften und wenigen Pferden zu betreiben. Was früher ein Pferd transportierte, konnte mit der Feldbahn ein Arbeitsmädchen über die Gleise schieben, wodurch die Pferdekraft für Hackarbeiten in der Plantage frei wurde. Obwohl die Feldbahn im Sommer nur wenig benutzt wurde, ermöglichte ihr Betrieb im Herbst und Frühjahr erhebliche Ersparnisse.